# Aristeo Pedroza
José Aristeo Pedroza (Tuxpan, Jalisco, 1 de septiembre de 1900-Arandas, Jalisco, 4 de julio de 1929) fue un sacerdote católico y general de brigada cristero.

## Inicios
Nació en Tuxpan (Jalisco) el 1 de septiembre de 1900 de padres de origen indígena. En 1911 ingresó al seminario de Ciudad Guzmán, en 1921 se transladó al seminario mayor de Guadalajara. En 1923 fue ordenado sacerdote. Fue cura en las ciudades de: Ayotlán el Chico, Chapala y La Barca, siendo finalmente párroco de Arandas. Era descrito por sus compañeros de seminario como:

"... Su carácter era apacible, no manifestaba violencia, nise tornaba irascible, era enérgico y tenaz en sus resoluciones, de claro talento y de elevadas ideas. En su vida y costumbres fue intachable; era reservado y de pocas palabras y poco sociable"
Benito Leonardo Garcìa

## Guerra Cristera
Debido a las presiones del gobierno federal Pedroza se une a la Liga Nacional para la Defensa de las Libertades Religiosas, levantándose en armas a principios de 1927, se calcula que junto al también sacerdote José Reyes Vega contaba con 700 hombres. El 30 de octubre de 1927, junto al general Carlos Blanco, plenamente autorizados por el general Enrique Gorostieta, organizó el Regimiento, "Tiradores del Cerro de Ayo" (posteriormente Regimiento de Ayo), en el que quedaría al mando con el grado de Coronel participando en diversas batallas, siendo la más importante la de Arandas de 1927 donde los federales sufrieron 100 bajas. Debido a su eficiencia como militar en batallas y escaramuzas fue ascendido a general de brigada al mando de "La Brigada de los Altos". 
En marzo de 1928 junto al general Gorostieta, ataca y toma la plaza de San Juan de los Lagos derrotando a los federales que contaban con mayor y mejor arsenal. Pierde la batalla de Cerro Gordo, donde pierde a su segundo al mando: Abraham Dueñas. El 16 de marzo de 1929 el Padre Aristeo Pedroza ordenó la ejecución del general Victoriano Ramírez "El Catorce", resolvió cumplir la sentencia en un cuestionado juicio. Movilizo sus piezas en un intento de tomar la capital, a pesar de que no se llevó a cabo por la imposibilidad de tomar un tren que iba de Poncitlán a Guadalajara. El último acontecimiento de la guerra cristera en San Francisco del Rincón, fue un ataque efectuado por el padre Pedroza y Lauro Rocha el 5 de abril de 1929, librándose aguerrido combate en las inmediaciones de lo que hoy es la Colonia Cuauhtémoc. A la muerte del general Gorostieta en junio de 1929 reenombra "La Brigada de los Altos" a "La Brigada Enrique Gorostieta", para posteriormente entrar a la ciudad de Tepatitlán. Durante los arreglos de la cristiada del 21 de julio de 1929 se presentó a la Jefatura de Operaciones Militares de Jalisco, amnistiándose y retirándose a Arandas. 

## Muerte
A pesar de la amnistía, el 3 de julio de 1929 fue capturado. Según una exhumación reciente se le contaron más de 25 bayonetazos que le fracturaron las costillas, uno de estos le rompió la mandíbula, para luego ser fusilado el 4 de julio de 1929. Luego de su muerte fueron asesinados los jefes cristeros del estado de Guanajuato como Luciano Serrano, Primitivo Jiménez y José Padrón; en Zacatecas fueron hechos prisioneros y asesinados casi todos los oficiales cristeros como Pedro Quintanar y Porfirio Mallorquín.